# Blumea linearis
Blumea linearis là một loài thực vật có hoa trong họ Cúc. Loài này được C.I Peng & W.P.Leu mô tả khoa học đầu tiên năm 1999.